# 知钦乡
知钦乡，是中华人民共和国青海省果洛藏族自治州班玛县下辖的一个乡镇级行政单位。

## 行政区划
知钦乡下辖以下地区：
赤沟牧委会、开迈牧委会和知钦牧委会。